# Dolmens de Kervadol
Les dolmens de Kervadol sont deux dolmens situés sur le territoire de la commune de Plobannalec-Lesconil, dans le Finistère, en France.

## Historique
Les dolmens sont mentionnés par René-François Le Men en 1876. Paul du Châtellier fouille le site et en donne une description détaillée. Ils sont classés au titre des monuments historiques par arrêté du 8 avril 1922.

## Description
Lors de sa visite sur place vers 1880, Paul du Châtellier distingue deux groupes de mégalithes. Un premier groupe composé « d'un dolmen ou galerie couverte et d'une série de chambres à ciel ouvert, le tout enterré dans un tumulus ou tertre artificiel mesurant 30 mètres de diamètre ». Ces mégalithes étaient déjà à l'état de ruines et ne seront pas mentionnés lors du classement du site en 1922. Le second groupe « se compose de deux dolmens distants l'un de l'autre de 9 mètres, autour desquels étaient un certain nombre de chambres à ciel ouvert inclus dans un tumulus de 24 mètres de diamètre formé de terres rapportées et de petites pierres ». Les deux dolmens sont orientés sud/nord et leur architecture est commune : chacun se compose d'un dolmen sur lequel vient s'appuyer, côté est, une chambre latérale de forme quadrangulaire.

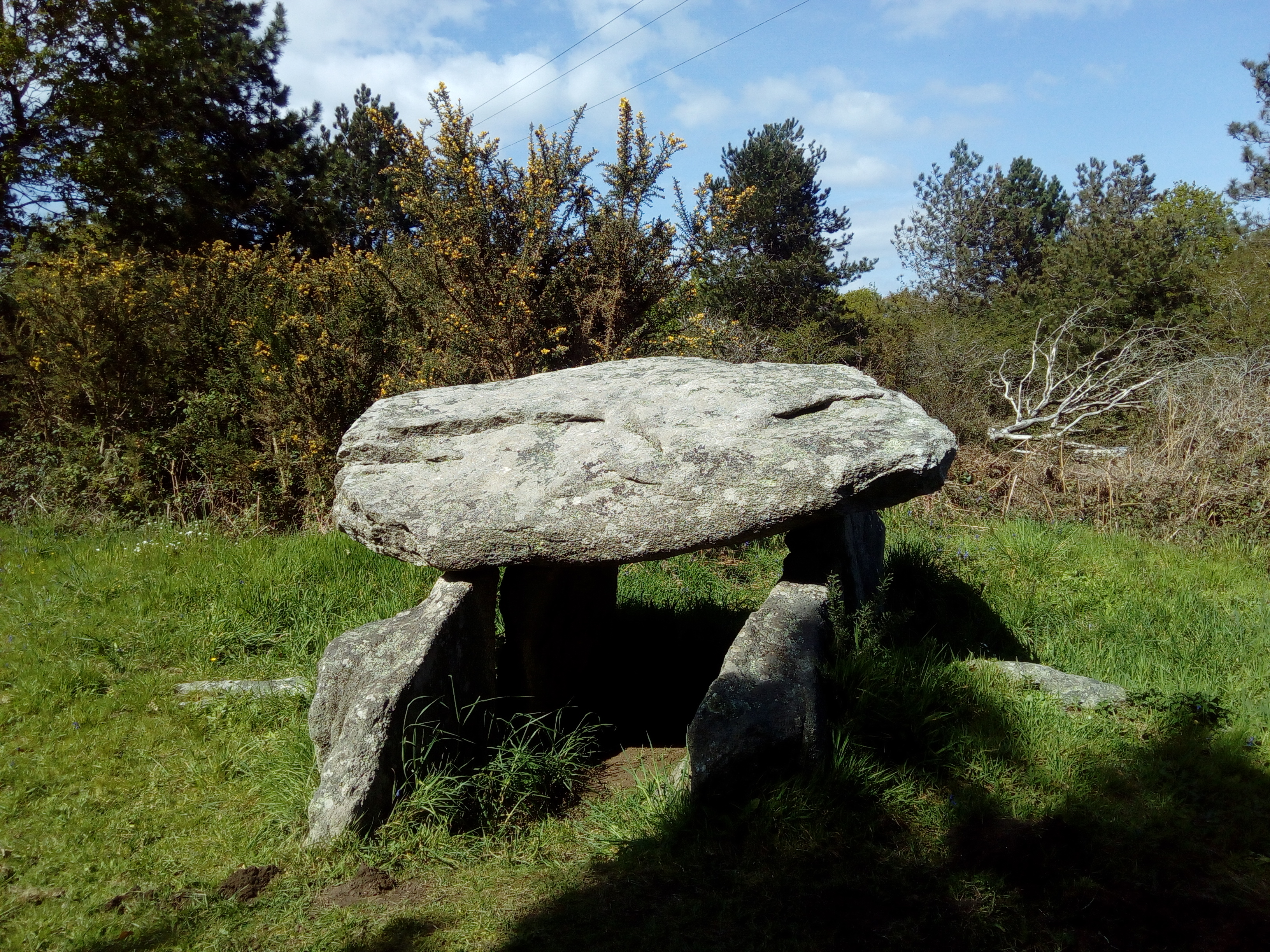
Dolmen oriental.

### Dolmen est
Le dolmen le plus à l'est comprend une table de couverture (1,90 m sur 2,40 m et 0,40 m d'épaisseur). La chambre est délimitée par quatre orthostates dont trois supportent la table de couverture. Selon du Châtellier, le sol de la chambre sous la table était pavé de pierres brutes sur lesquelles s'étendait une couche de sable jaune. Il découvrit, au fond de la chambre, un silex noir taillé d'un seul côté en forme de pointe de lance, sur le côté est de la chambre, un petit vase en terre contenant de petites rondelles en ardoise, très fragiles, et des plaquettes en ardoise couvertes de lignes gravées, et, au nord, un second vase de couleur noire, à fond rond, décoré de petits mamelons coniques près du bord supérieur. La couche archéologique contenait aussi des charbons de bois et quelques fragments osseux.
Le sol  de la chambre latérale était dallé et recouvert d'une couche de sable. Paul du Châtellier y  recueillit deux petites haches polies en silex noir, plusieurs éclats de silex et percuteurs, une lame en silex gris finement retouchée, deux vases à fond rond et divers tessons d'une poterie de mauvaise qualité.

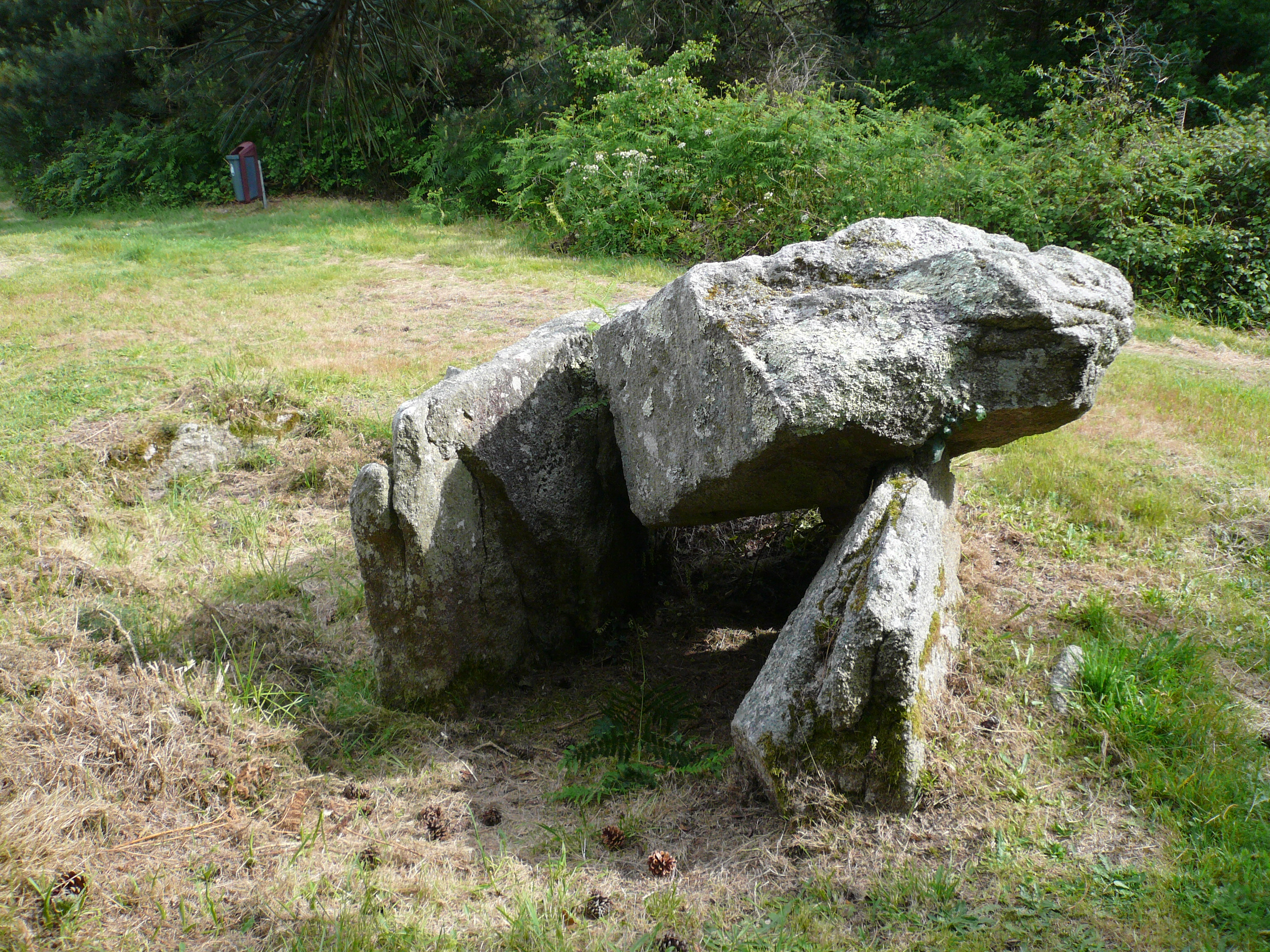
Dolmen occidental.

### Dolmen ouest
La table du dolmen (1,80 m sur 1,40 m et 0,60 m d'épaisseur) s'est effondrée à l'intérieur de la chambre. Le sol de celle-ci était dallé de pierres brutes. Du Châtellier y découvrit des éclats de silex, une pointe de flèche en quartz blanc et une très belle lame de silex gris. Dans la chambre contiguë, il recueillit un premier vase de facture grossière mais orné sur son pourtour d'appendices en relief, un second vase de facture plus fine, une pierre à concasser les céréales et quelques éclats de silex.

### Tertre tumulaire
Dans son compte-rendu de fouille, du Châtellier mentionne aussi avoir fouillé un tertre tumulaire de forme circulaire (6 m de diamètre  pour 0,70 m de hauteur) qui aurait été situé à 50 m à l'est des deux dolmens,. Ce tertre était surmonté d'une petite pierre (0,90 m de haut) dressée en menhir. La fouille révèle qu'il s'agit d'un tertre (constitué uniquement de terre) recouvrant une fosse (1,75 m de long, 0,60 m de large sur 0,45 m de profondeur) d'incinération (l'argile du sous-sol présente des traces de cuisson) contenant une couche de cendre mêlée de charbons de bois. Les restes d'incinération sont accompagnés d'un petit mobilier funéraire composé d'un objet en terre cuite (interprété comme étant un moule à vase), deux haches polies en diorite, un marteau en pierre polie (36 cm de long) inachevé (le trou destiné à recevoir le manche n'est pas complètement perforé) et deux objets lithiques polis indéterminés.

## Annexe